# جيرالد هاسلام
جيرالد هاسلام (بالإنجليزية: Gerald Haslam)‏ (18 مارس 1937، بيكرسفيلد في الولايات المتحدة)؛ روائي أمريكي.